# Шумейкер, Питер
Питер Джен Шумейкер (англ. Peter Jan Schoomaker; род. 12 февраля 1946, Детройт, Мичиган) — американский военный деятель, генерал в отставке армии США. Бывший начальник штаба армии США (2003-2007).

## Гражданское образование и начало военной карьеры
Шумейкер окончил в 1969 году университет Вайоминга со степенью бакалавра в области управления образованием и одновременно проходил обучение по программе подготовки офицеров резерва. В 1977 году получил степень магистра в области менеджмента Центрального Мичиганского университета. Имеет степень почётного доктора права Хэмпден-Сидней-колледжа. Впоследствии также прошёл обучение в школе государственного управления им. Джона Ф. Кеннеди Гарвардского университета по программе «руководители высшего звена в национальной и международной безопасности».

## Военная служба
В июне — сентябре 1969 г. учился на курсах базовой подготовки офицеров бронетанковых войск бронетанкового училища в Форт Нокс, Кентукки. Затем, с сентября по декабрь 1969 г. — на курсах рейнджеров и воздушно-десантной подготовки в пехотном училище армии США в Форт-Беннинг, Джорджия.
В январе 1970 — апреле 1971 г. командир разведывательного взвода штаба и штабной роты 2-го батальона 4-го пехотного полка, Форт-Кэмпбелл, Кентукки.
С апреля 1971 по июнь 1972 г. командир роты «C» 2-го батальона 4-го пехотного полка в Германии.
В июне 1972 — июне 1974 г. служил в 1-м эскадроне 2-го бронекавалерийского полка, расквартированного в Германии — помощник по операциям, затем по логистике командира штабной роты (июнь 1972 — апрель 1973), затем командир роты C (апрель 1973 — июнь 1974).
В июне — ноябре 1974 г. помощник генерального инспектора 2-й пехотной дивизии 8-й армии в Корее.
С ноября 1974 по июль 1975 г. офицер по операциям 1-го батальона 73-го танкового полка 2-й пехотной дивизии 8-й армии в Корее.
В августе 1975 — июне 1976 г. учился в школе морских десантных сил Корпуса морской пехоты США в Квантико, Вирджиния.
С июля 1976 по февраль 1978 г. офицер по назначениям л/с, управления по делам офицерского состава Центра учёта военнослужащих армии США, Александрия, Вирджиния.
В феврале 1978 — июне 1981 г. командир разведывательной роты, позже командир по отбору и подготовке, затем командир эскадрона отряда специального назначения «Дельта», Форт-Брэгг, Северная Каролина.
В июле 1981 — июне 1982 г. учился в Командно-штабном колледже армии США, Форт-Ливенуорт, Канзас.
В июне 1982 — августе 1983 г. старший помощник командира 2-го эскадрона 2-го бронекавалерийского полка в Германии.
В августе — октябре 1983 г., и феврале 1984 — августе 1985 г. служил в оперативном управлении J-3 Совместного командования специальных операций, Форт-Брэгг.
С октября 1983 по февраль 1984 г. был прикомандирован к комиссии Министерства обороны США по расследованию теракта против морских пехотинцев США в Бейруте, Ливан.
В августе 1985 — августе 1988 г. командир эскадрона отряда специального назначения «Дельта».
В августе 1988 — июне 1989 г. учился в Национальном военном колледже, Форт-Макнейр, Вашингтон, округ Колумбия.
С июня 1989 по июль 1992 г. командир 1-го оперативного отряда специального назначения «Дельта».
В июле 1992 — июле 1993 г. помощник командира 1-й кавалерийской дивизии, Форт-Худ, Техас.
В июле 1993 — июле 1994 г. заместитель директора по оперативным вопросам, готовности и мобилизации, управления заместителя начальника штаба по оперативным вопросам и планированию армии США.
С июля 1994 по август 1996 г. возглавлял Совместное командование специальных операций, а с августа 1996 по октябрь 1997 г. — Командование специальных операций армии США, Форт-Брэгг.
16 сентября 1997 г. Шумейкер был представлен к званию генерала и должности командующего Командования специальных операций вооруженных сил США. 30 октября кандидатура Шумейкера была одобрена Сенатом США. Вступил в должность 5 ноября 1997 г., в которой находился до 27 октября 2000 г.
С 1 декабря 2000 по июль 2003 г. в отставке.
16 июня 2003 г. был номинирован президентом США Джорджем Бушем-мл. на должность 35-го начальника штаба армии США. 31 июля кандидатура Шумейкера была одобрена Сенатом США. Находился в должности с 1 августа 2003 по 10 апреля 2007 г.

## Участие в боевых действиях
Шумейкер принимал участие в многочисленных операциях, в том числе в неудавшейся операции по спасению заложников из посольства США в Тегеране, вторжении на Гренаду и Панаму, войне в Персидском заливе, операции „Поддержка демократии“ в Гаити и ряде других операций. По данным некоторых источников, генерал Шумейкер считается одним из ответственных за применение газа во время штурма сектантов из организации „Ветвь Давидова“, проведенного в городе Уэйко (штат Техас) в 1993 году. Утверждалось, что именно он дал подобные рекомендации.

## Деятельность после отставки
С 2000 по 2003 г. Шумейкер являлся президентом фирмы по оборонному консалтингу Quiet Pros, Inc.
После окончательного выхода в отставку с действительной военной службы в 2007 году занимал пост члена совета директоров в частной военной компании DynCorp, а также входил в состав консультативных советов компаний Camber Corporation и EWA-Government Systems. Одновременно Шумейкер был директором аэрокосмической компании CAE USA (с ноября 2007 по февраль 2009), где он по настоящее время работает членом комитета по трудовым ресурсам, а также независимым директором и консультантом по вопросам обороны. Кроме того, он является директором Aeroflex Holding Corp. и нескольких частных и некоммерческих компаний, в том числе фонда помощи семьям воинов специальных операций (англ. Special Operations Warrior Foundation).

## Семейное положение
С 1980 года Шумейкер женат на Синтии А. Петроски. Является отцом двух дочерей и сына. Его брат, генерал-лейтенант Эрик Шумейкер, являлся начальником медицинской службы армии США в 2007—2011 гг.

## Присвоение воинских званий
- Второй лейтенант — 1 июня 1969
- Первый лейтенант — 4 июня 1970
- Капитан — 4 июня 1971
- Майор — 13 июля 1979
- Подполковник — 1 июля 1985
- Полковник — 1 июня 1990
- Бригадный генерал — 1 января 1993
- Генерал-майор — 1 марта 1996
- Генерал-лейтенант — 28 августа 1996
- Генерал — 31 октября 1997

Шумейкер также был награждён Чилийским Крестом победы и Орденом «Легион почёта» вооружённых сил Турции
Знаки отличия
- Знак боевого пехотинца
- Знак мастера-парашютиста
- Знак военного парашютиста затяжных прыжков
- Идентификационный нагрудный знак офицера Объединенного Комитета Начальников Штабов ВС США
- Идентификационный нагрудный знак офицера Штаба армии США
- Нарукавная нашивка рейнджера
- Нарукавная нашивка Сил специальных операций Армии США
- Эмблема подразделения Сил специальных операций